# Peter Hägerås
Peter Hägerås, född 1982 i Örebro, är en svensk låtskrivare, musikproducent och artist.
Peter Hägerås är förlagd på Popsongs Music Publishing (Sweden). Hans musik finns utgiven bland annat med Taylor Dayne, Paul Potts, Charlotte Perrelli, rockgruppen the Boppers, vokalgruppen Riltons Vänner, sångaren Anders Mårtensson med flera. Tillsammans med Emil Hellman har Hägerås även gjort remixer för artister som Darin och Linda Prichard. Peter Hägerås har noteringar på ett stort antal europeiska listor. Han skriver musik inom de flesta genrer men hans största framgångar återfinns inom pop och rock även om han därutöver skriver schlager, a cappella-musik och enstaka klassiska verk.
År 2002 belönades Peter Hägerås med Ted Gärdestadstipendiet. 
Peter Hägerås etablerades under 2008 och 2009 som låtskrivare på den internationella marknaden. Han samarbetar på bred front med både svenska och utländska låtskrivare. Bland de svenska låtskrivarna märks exempelvis Fredrik Kempe där deras gemensamt skrivna låtar fått stora framgångar. Även Oscar Holter, Emil Hellman och Andreas Aleman finns bland de svenska kollegor som Hägerås samarbetar med. Bland de utländska låtskrivare som Peter Hägerås samarbetar med återfinns holländska Ralph van Manen och Robert D. Fischer, brittiska Bruce R.F. Smith och Brian Allan, belgiska Hans Francken, Udo Mechels och Yannic Fonderie samt amerikanska Jeff Franzel och Ty Lacy.
Peter Hägerås ger även ett begränsat antal konserter per år, då inom vispopgenren. 2009 uppmärksammades han exempelvis stort då han uppträdde i Folkets Park i Malmö.
2010 skrev och producerade han låten Facing a Miracle som var den officiella låten för Gay Games 2010. Låten framfördes av Taylor Dayne och blev en stor hit världen över, bland annat låg den över ett halvår på Swedish Dance Chart men nådde även framgångar i Tyskland, Spanien och USA.
2011 röstade de bulgariska TV-tittarna fram Hägerås låt och produktion "Wicked Way of Love" till en hedrande tredjeplats i finalen av den bulgariska uttagningen till Eurovision Song Contest. Låten, som var skriven av Peter Hägerås, Jakob Stadell och Mats Frisell, framfördes av den svenska musikalstjärnan Jakob Stadell, vilket skapade stor uppståndelse i Bulgarien då Jakob var den första utländska artisten någonsin i deras tävling.

## Verk/produktioner i urval
- Bullet [1] - Charlotte Perrelli (Belönad med guld- och platinaskiva).
- De vill att vi bugar och niger [2] - Riltons Vänner.
- Ek Se Kom Ons Doen Dit [3] - Shaun Tait (Sydafrika - Belönad med guldskiva)
- Facing a Miracle [4] - Taylor Dayne (USA - world wide release)
- Facing the Dawn [5] - Liesl Marx (Sydafrika - world wide release)
- Leather And Lace - Miss Brandi Russell (Nederländerna/USA - world wide release).
- Holy Man - Charlotte Perrelli (Belönad med guld- och platinaskiva).
- I Am What I Am - Afro-Dite feat. Jonas Hedqvist
- I'm Not Thay Guy - Dirk (Belgien).
- Mary Jane - the Boppers.
- Show the World Tonight [6] - Straight Up (Official Song of Stockholm Pride 2011)
- Ti Amo - Paul Potts feat. Il Quinto (world wide release)
- Toxicated Love - NEO
- Welcome To My World - Jonah (world wide release)
- Wicked Way of Love [7] - Jakob Stadell (Europeisk release)

Fotnoter:
1. ↑  Andrasingel efter låten "Hero" som artisten vann Melodifestivalen med.
2. ↑  Titelspår på albumet med den prisbelönta svenska vokalgruppen. Hägerås har även fler titlar på albumet.
3. ↑  Titelspår på albumet med vinnaren av den sydafrikanska motsvarigheten till Idol.
4. ↑  Official Song of Gay Games Cologne 2010.
5. ↑  Även förstasingel till albumet vilket Hägerås har totalt 7 titlar på.
6. ↑  Official Song of Stockholm Pride 2011
7. ↑  Tredjeplacerad i den bulgariska uttagningen till Eurovision Song Contest 2011